# Joseph H. Outhwaite
Joseph Hodson Outhwaite (5 de diciembre de 1841 – 9 de diciembre de 1907) fue un Representante estadounidense por Ohio.
Nacido en  Cleveland, Ohio, Outhwaite asistió a la escuela pública de Zanesville, Ohio y fue profesor de esa misma escuela desde 1862 a 1864, y más tarde director en la Grammar School de   Columbus, Ohio.
Estudió Derecho mientras enseñaba.  Fue admitido al Colegio de Abogados en 1866 y ejerció su profesión desde 1867 a 1871 en Osceola, Misuri. Fue fiscal del Condado de Franklin de 1874 a 1878. Ejerció como administrador  del hogar de los niños de 1879 a 1883.  Más tarde fue administrador de los fondos de amortización de la ciudad de Columbus en 1883.  Fue reelegido en 1884 por otro mandato de cinco años.
Outhwaite fue elegido como demócrata en el 49.º congreso y los cuatro congresos siguientes (4 de marzo de 1885 -  3 de marzo de 1895). Fue Presidente de la Comisión de Ferrocarriles del Pacífico (50.º Congreso), Presidente de la Comisión de Asuntos Militares (52.º y 53.º Congresos). Fue nombrado miembro de la comisión para codificar las leyes de los Estados Unidos. Miembro civil del Consejo de la artillería y fortificación 1895-1899. Trabajó como miembro de la Junta de Síndicos de la Universidad Estatal de Ohio en Columbus desde diciembre de 1896 a enero de 1898. Decano de la Facultad de Derecho de la Universidad Estatal de Ohio desde 1904 hasta su muerte en Columbus, Ohio, el 9 de diciembre de 1907. Fue enterrado en el cementerio Green Lawn.